# Matriz de rigidez
La matriz de rigidez aparece en varios contextos:
- En el método matricial de la rigidez, la matriz de rigidez conceptualmente relaciona los desplazamientos de una serie de puntos o nodos, con los esfuerzos puntuales efectivos en dichos puntos. Desde un punto de vista operativo relaciona los desplazamientos incógnita de una estructura con las fuerzas exteriores conocidas, lo cual permite encontrar las reacciones, esfuerzos internos y tensiones en cualquier punto de la estructura.

- En el método de los elementos finitos, se usa una matriz de rigidez que generaliza el concepto anterior. En problemas mecánicos la matriz relaciona desplazamientos nodales con esfuerzos nodales, aunque el concepto también aparece en problemas no mecánicos donde los términos relacionados por la matriz de rigidez reciben otras interpretaciones. En problemas térmicos por ejemplo, "desplazamientos" y las "fuerzas" pueden representar temperaturas y flujos de calor respectivamente, etc.

- En elasticidad lineal, se una matriz de rigidez cuyas componentes son combinaciones de constantes elásticas que permiten relacionar fácilmente las componentes del tensor de tensiones con las componentes del tensor de deformaciones cuando se usa la notación de Voigt.

- Datos: Q3851930